# Euryglossa capitata
Euryglossa capitata är en biart som beskrevs av Exley 1976. Euryglossa capitata ingår i släktet Euryglossa och familjen korttungebin. Inga underarter finns listade i Catalogue of Life.

## Bildgalleri

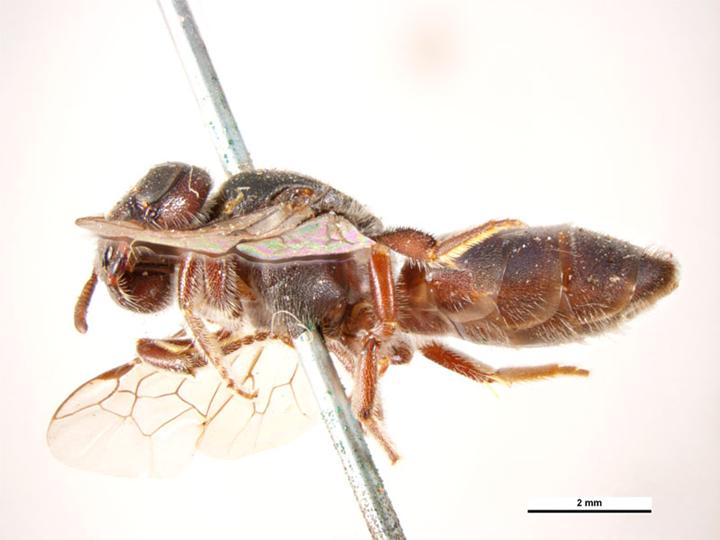
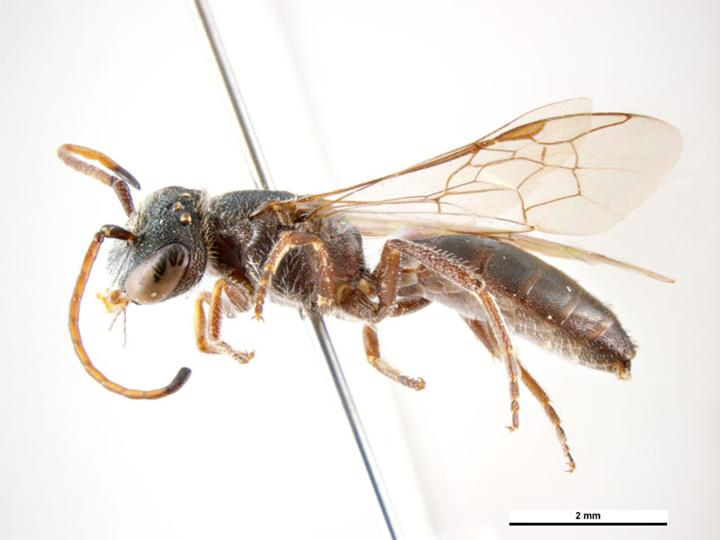